# Százszorszépek (film, 1966)
A Százszorszépek (eredeti cím: Sedmikrásky) Věra Chytilová 1966-ban elkészült rendkívül friss, gátlástalanul avantgárd filmje, amelyben két fiatal lány (Mária és Mária) úgy dönt, hogy pont olyan romlottak lesznek, mint az őket (minket) körülvevő világ.
A rendező filmje műfaját filozófiai burleszkként határozta meg. Chytilová filmje egy meglepő, eredeti alkotás a cseh újhullám történetében.
A filmet annak idején azonnal betiltották.

„Nem is nagyon lehet elmesélni a történetét... hogy megértsük, látnunk kell a pillanatokra felvillanó metaforikus utalásokat, a díszletet, a szereplőket, a jelmezeiket; és hallanunk kell azt a jellegzetesen sokszínű zenei kavalkádot, amit a film nyújt (a katonaindulóktól a kattogásig). Aztán pedig: mit lehetne mondani két cél nélkül élő, kalandról kalandra járó unatkozó fiatal lányról? Hogy lehetne történetet mesélni két olyan szereplőről, akik maguk sem igazán tudnak logikát találni cselekedeteikben?”

– 

„Chytilová manöken Máriái mániákus dühvel, minden logikát felrúgó szenvedéllyel szabdalják ollójukkal szeletekre a világot, miután előzőleg valami őket vágta ki a világ értelmes összefüggéséből.”

– Hegedűs Zoltán, Filmkultúra; 67/3

## Szereplők
- Jitka Cerhová as Marie I
- Ivana Karbanová as Marie II
- Marie Češková
- Jiřina Myšková
- Marcela Březinová
- Julius Albert
- Dr. Oldrich Hora
- Jan Klusák
- Josef Konicek
- Jaromír Vomácka
- V. Mysková

## A teljes film
- A teljes film

## Érdekesség
A Viva Maria! című 1965-ös Louis Malle film női főszereplői szintén két Mária.